# An Clochán
An Clochán (anglicitzat Cloghane) és una vila d'Irlanda, al comtat de Kerry, a la província de Munster, als peus de la Muntanya Brandon. En 1974 la vila fou afegida a la Corca Dhuibhne Gaeltacht. El 77,7% dels seus habitants parlen irlandès quotidianament

## Agermanaments
- Plozévet (Plozeved) juntament amb Brandon (An Clochán agus Cé Bhréanainn).